# بخش اسکشوند
بخش اسکشوند (به سوئدی: Askersunds kommun) یک ناحیه شهری در سوئد است که در شهرستان اوربرو واقع شده‌است.

## خواهرخوانده
شهرهای Eura و Jordanów خواهرخوانده‌های بخش اسکشوند هستند.